# Vanhoeffenura torbeni
Vanhoeffenura torbeni är en kräftdjursart som först beskrevs av George 1987.  Vanhoeffenura torbeni ingår i släktet Vanhoeffenura och familjen Munnopsidae. Inga underarter finns listade i Catalogue of Life.